# Lijst van brutoformules H02
Dit lemma is onderdeel van de lijst van brutoformules. Dit lemma behandelt de brutoformules die met twee waterstofatomen beginnen.

## H2
| Brutoformule               | Gewone formule             | Naam |
| -------------------------- | -------------------------- | --- |
| {\displaystyle {\ce {H2}}} | {\displaystyle {\ce {H2}}} | Diwaterstof ~ Ook wel: waterstof, metallische waterstof, waterstof-slush, vaste waterstof ~ als bron voor radicalen ~ in knalgas ~ uit (met behulp van) water-gas-shift-reactie, zink-zinkoxidecyclus, cerium(IV)oxide-cerium(III)oxide-cyclus ~ in opgeslagen vorm, nikkel-waterstof-accu |

## H2Ac
| Brutoformule                     | Gewone formule                        | Naam                                                                                       |
| -------------------------------- | ------------------------------------- | ------------------------------------------------------------------------------------------ |
| {\displaystyle {\ce {H2AcO9P2}}} | {\displaystyle {\ce {Ac2(PO4)2.H2O}}} | Actinium(III)fosfaathemihydraat Ook geschreven als: {\displaystyle {\ce {AcPO4.{1/2}H2O}}} |

## H2Al
| Brutoformule                                  | Gewone formule                                               | Naam        |
| --------------------------------------------- | ------------------------------------------------------------ | ----------- |
| {\displaystyle {\ce {H2AlCa2Mg5Si7NaO24}}}    | {\displaystyle {\ce {NaCa2Mg5Si7AlO22(OH)2}}}                | Edeniet     |
| {\displaystyle {\ce {H2Al2Be2Ca4O28Si9}}}     | {\displaystyle {\ce {Ca4Be2Al2Si9O26(OH)2}}}                 | Baveniet    |
| {\displaystyle {\ce {H2Al2Ca2FeMg2O24Si8}}}   | {\displaystyle {\ce {Ca2(Mg,Fe,Al)5(Al,Si)8O22(OH)2}}}       | Hoornblende |
| {\displaystyle {\ce {H2Al2Ca2Fe5NaO24Si6}}}   | {\displaystyle {\ce {NaCa2Fe^{2+}4Fe^{3+}(Si6Al2O22)(OH)2}}} | Hastingsiet |
| {\displaystyle {\ce {H2Al2Ca2Mg4NaO25Si6Ti}}} | {\displaystyle {\ce {NaCa2Mg4Ti(Si6Al2O23)(OH)2}}}           | Kaersutiet  |
| {\displaystyle {\ce {H2Al2Fe2MgNa2O24Si8}}}   | {\displaystyle {\ce {Na2(Mg,Fe)3Al2Si8O22(OH)2}}}            | Glaucofaan  |
| {\displaystyle {\ce {H2Al2MgO10P}}}           | {\displaystyle {\ce {MgAl2(PO4)2(OH)2}}}                     | Lazuliet    |
| {\displaystyle {\ce {H2Al2O12Si4}}}           | {\displaystyle {\ce {Al2Si4O10(OH)2}}}                       | Pyrofylliet |
| {\displaystyle {\ce {H2Al3Ca2FeMg3Si6NaO24}}} | {\displaystyle {\ce {NaCa2Mg3Fe^{2+}Si6Al3O22(OH)2}}}        | Pargasiet   |
| {\displaystyle {\ce {H2Al3NaO12Si3}}}         | {\displaystyle {\ce {NaAl3Si3O10(OH)2}}}                     | Paragoniet  |

## H2As
| Brutoformule                    | Gewone formule                     | Naam                                           |
| ------------------------------- | ---------------------------------- | ---------------------------------------------- |
| {\displaystyle {\ce {H2AsO4}}}  | {\displaystyle {\ce {H2AsO4^{-}}}} | Diwaterstofarsenaat ~ als Arsenaat             |
| {\displaystyle {\ce {H2AsKO4}}} | {\displaystyle {\ce {KH2AsO4}}}    | Kaliumdiwaterstofarsenaat ~ als Kaliumarsenaat |

## H2Au
| Brutoformule                     | Gewone formule                   | Naam                                                       |
| -------------------------------- | -------------------------------- | ---------------------------------------------------------- |
| {\displaystyle {\ce {H2AuBr3O}}} | {\displaystyle {\ce {H2AuBr3O}}} | Goud(III)bromidehydraat ~ handelsvorm van goud(III)bromide |

## H2B
| Brutoformule                     | Gewone formule                            | Naam                |
| -------------------------------- | ----------------------------------------- | ------------------- |
| {\displaystyle {\ce {H2B2O8Zn}}} | {\displaystyle {\ce {(ZnO)4.(B2O3).H2O}}} | vorm van Zinkboraat |

## H2Be
| Brutoformule                       | Gewone formule                         | Naam               |
| ---------------------------------- | -------------------------------------- | ------------------ |
| {\displaystyle {\ce {H2Be}}}       | {\displaystyle {\ce {BeH2}}}           | Berylliumhydride   |
| {\displaystyle {\ce {H2BeO2}}}     | {\displaystyle {\ce {Be(OH)2}}}        | Berylliumhydroxide |
| {\displaystyle {\ce {H2Be4O9Si2}}} | {\displaystyle {\ce {Be4Si2O7(OH)2.}}} | Bertrandiet        |

## H2Br
| Brutoformule                    | Gewone formule                  | Naam                                              |
| ------------------------------- | ------------------------------- | ------------------------------------------------- |
| {\displaystyle {\ce {H2Br2Si}}} | {\displaystyle {\ce {SiH2Br2}}} | Dibroomsilaan ~ In productie siliciumtetrabromide |

## H2Ca
| Brutoformule                                | Gewone formule                                      | Naam                                                                                           |
| ------------------------------------------- | --------------------------------------------------- | ---------------------------------------------------------------------------------------------- |
| {\displaystyle {\ce {H2Al3Ca2FeMg3O24Si6}}} | {\displaystyle {\ce {Ca2Mg3Al3Fe^{3+}Si6O22(OH)2}}} | Tschermakiet                                                                                   |
| {\displaystyle {\ce {H2CaMg3Fe2Na2O24Si8}}} | {\displaystyle {\ce {Na2Ca(Mg,Fe)5Si8O22(OH)2}}}    | Richteriet                                                                                     |
| {\displaystyle {\ce {H2Ca2Fe2Mg3O24Si8}}}   | {\displaystyle {\ce {Ca2(Mg,Fe)5Si8O22(OH)2}}}      | Actinoliet ~ Ook wel: groene asbest                                                            |
| {\displaystyle {\ce {H2Ca2Mg5O24Si8}}}      | {\displaystyle {\ce {Ca2Mg5Si8O22(OH)2}}}           | Tremoliet ~ Ook wel: grijze asbest                                                             |
| {\displaystyle {\ce {H2CaO2}}}              | {\displaystyle {\ce {Ca(OH)2}}}                     | Calciumhydroxide ~ Ook wel: kalk, gebluste kalk In synthese: natriumhydroxide Uit calciumoxide |
| {\displaystyle {\ce {H2CaO6S2}}}            | {\displaystyle {\ce {Ca(HSO3)2}}}                   | Calciumwaterstofsulfiet                                                                        |
| {\displaystyle {\ce {H2CaO7P2}}}            | {\displaystyle {\ce {Ca(H2P2O7)}}}                  | Calciumdiwaterstofpyrofosfaat ~ als Pyrofosfaat                                                |
| {\displaystyle {\ce {H2Ca6O19Si6}}}         | {\displaystyle {\ce {Ca6Si6O17(OH)2}}}              | Xonotliet                                                                                      |

## H2Cd
| Brutoformule                   | Gewone formule                  | Naam                                         |
| ------------------------------ | ------------------------------- | -------------------------------------------- |
| {\displaystyle {\ce {H2CdO2}}} | {\displaystyle {\ce {Cd(OH)2}}} | Cadmiumhydroxide ~ in bereiding cadmiumoxide |

## H2Cl
| Brutoformule                    | Gewone formule                  | Naam                  |
| ------------------------------- | ------------------------------- | --------------------- |
| {\displaystyle {\ce {H2ClN}}}   | {\displaystyle {\ce {ClNH2}}}   | Chlooramine           |
| {\displaystyle {\ce {H2Cl2Si}}} | {\displaystyle {\ce {SiH2Cl2}}} | Dichloorsilaan        |
| {\displaystyle {\ce {H2Cl6Pt}}} | {\displaystyle {\ce {H2PtCl6}}} | Hexachloorplatinazuur |

## H2Cr
| Brutoformule                    | Gewone formule                  | Naam         |
| ------------------------------- | ------------------------------- | ------------ |
| {\displaystyle {\ce {H2CrO4}}}  | {\displaystyle {\ce {H2CrO4}}}  | Chroomzuur   |
| {\displaystyle {\ce {H2Cr2O7}}} | {\displaystyle {\ce {H2Cr2O7}}} | Dichroomzuur |

## H2Cu
| Brutoformule                    | Gewone formule                    | Naam                                                       |
| ------------------------------- | --------------------------------- | ---------------------------------------------------------- |
| {\displaystyle {\ce {H2CuO2}}}  | {\displaystyle {\ce {Cu(OH)2}}}   | Koper(II)hydroxide                                         |
| {\displaystyle {\ce {H2CuO5S}}} | {\displaystyle {\ce {CuSO4.H2O}}} | Koper(II)sulfaatmonohydraat ~ en één molecuul kristalwater |

## H2F
| Brutoformule                   | Gewone formule                 | Naam                                  |
| ------------------------------ | ------------------------------ | ------------------------------------- |
| {\displaystyle {\ce {H2F6Si}}} | {\displaystyle {\ce {H2SiF6}}} | Hexafluorkiezelzuur ~ en kristalwater |

## H2Fe
| Brutoformule                           | Gewone formule                                         | Naam                                                                    |
| -------------------------------------- | ------------------------------------------------------ | ----------------------------------------------------------------------- |
| {\displaystyle {\ce {H2FeO2}}}         | {\displaystyle {\ce {Fe(OH)2}}}                        | IJzer(II)hydroxide                                                      |
| {\displaystyle {\ce {H2FeO5S}}}        | {\displaystyle {\ce {FeSO4.H2O}}}                      | IJzer(II)sulfaatmonohydraat ~ als ijzer(II)sulfaathydraat, szomolnokiet |
| {\displaystyle {\ce {H2Fe2Mg5O24Si8}}} | {\displaystyle {\ce {Fe2Mg5Si8O22(OH)2}}}              | Cummingtoniet                                                           |
| {\displaystyle {\ce {H2Fe2O4}}}        | {\displaystyle {\ce {Fe2O3.H2O}}}                      | Gele oker                                                               |
| {\displaystyle {\ce {H2Fe3Mg4O24Si8}}} | {\displaystyle {\ce {(Mg,Fe)7Si8O22(OH)2}}}            | Anthophylliet ~ Ook wel: gele asbest                                    |
| {\displaystyle {\ce {H2Fe5NaO24Si8}}}  | {\displaystyle {\ce {NaFe^{2+}3Fe^{3+}2Si8O22(OH)2}}}  | Crocidoliet                                                             |
| {\displaystyle {\ce {H2Fe5Na2O24Si8}}} | {\displaystyle {\ce {Na2Fe^{2+}3Fe^{3+}2Si8O22(OH)2}}} | Riebeckiet                                                              |
| {\displaystyle {\ce {H2Fe5Na3O24Si8}}} | {\displaystyle {\ce {Na3Fe^{2+}4Fe^{3+}Si8O22(OH)2}}}  | Arfvedsoniet                                                            |
| {\displaystyle {\ce {H2Fe7O24Si8}}}    | {\displaystyle {\ce {Fe7Si8O22(OH)2}}}                 | Gruneriet                                                               |

## H2I
| Brutoformule                   | Gewone formule                   | Naam                                             |
| ------------------------------ | -------------------------------- | ------------------------------------------------ |
| {\displaystyle {\ce {H2I6Sn}}} | {\displaystyle {\ce {H2(SnI6)}}} | Waterstofhexajoodstannaat(IV) ~ Uit Tin(IV)oxide |

## H2K
| Brutoformule                     | Gewone formule                   | Naam                                                         |
| -------------------------------- | -------------------------------- | ------------------------------------------------------------ |
| {\displaystyle {\ce {H2KO3P}}}   | {\displaystyle {\ce {KH(HPO3)}}} | Kaliumwaterstoffosfonaat ~ Ook wel: Kaliumdiwaterstoffosfiet |
| {\displaystyle {\ce {H2K2O6P2}}} | {\displaystyle {\ce {K2H2P2O6}}} | Kaliumdiiwaterstofhypofosfaat ~ als Hypofosfaat              |
| {\displaystyle {\ce {H2KO4P}}}   | {\displaystyle {\ce {KH2PO4}}}   | Kaliumdiwaterstoffosfaat                                     |

## H2Li
| Brutoformule                    | Gewone formule                  | Naam                                                                         |
| ------------------------------- | ------------------------------- | ---------------------------------------------------------------------------- |
| {\displaystyle {\ce {H2LiPO4}}} | {\displaystyle {\ce {LiH2PO4}}} | Lithiumdiwaterstoffosfaat                                                    |
| {\displaystyle {\ce {H2LiN}}}   | {\displaystyle {\ce {LiNH2}}}   | Lithiumamide ~ als tussenproduct in reactie met waterstof van lithiumnitride |

## H2Mg
| Brutoformule                        | Gewone formule                                                                 | Naam                                                          |
| ----------------------------------- | ------------------------------------------------------------------------------ | ------------------------------------------------------------- |
| {\displaystyle {\ce {H2MgO2}}}      | {\displaystyle {\ce {Mg(OH)2}}}                                                | Magnesiumhydroxide ~ in bruciet ~ als medicijn, vlamvertrager |
| {\displaystyle {\ce {H2Mg3O12Si4}}} | {\displaystyle {\ce {H2Mg3(SiO3)4}}} of {\displaystyle {\ce {Mg3Si4O10(OH)2}}} | Talk (mineraal)                                               |

## H2Mn
| Brutoformule                      | Gewone formule                       | Naam                                                     |
| --------------------------------- | ------------------------------------ | -------------------------------------------------------- |
| {\displaystyle {\ce {H2MnO5}}}    | {\displaystyle {\ce {MnSO4.H2O}}}    | Mangaan(II)sulfaatmonohydraat ~ als mangaansulfaat       |
| {\displaystyle {\ce {H2MnNaO5}}}  | {\displaystyle {\ce {NaMnO4.H2O}}}   | Natriumpermanganaatmonohydraat ~ als natriumpermanganaat |
| {\displaystyle {\ce {H2Mn2O5Si}}} | {\displaystyle {\ce {Mn2SiO3(OH)2}}} | Nchwaningiet                                             |

## H2N
| Brutoformule                     | Gewone formule                     | Naam                                                                           |
| -------------------------------- | ---------------------------------- | ------------------------------------------------------------------------------ |
| {\displaystyle {\ce {H2NNa}}}    | {\displaystyle {\ce {NaNH2}}}      | Natriumamide                                                                   |
| {\displaystyle {\ce {H2NNaO3S}}} | {\displaystyle {\ce {Na(O3SNH2)}}} | Natriumsulfaminaat ~ derivaat van Sulfaminezuur ~ in de synthese van Nitramide |
| {\displaystyle {\ce {H2N2}}}     | {\displaystyle {\ce {HN=NH}}}      | Diazeen ~ Ook wel: diimide, diimine                                            |
| {\displaystyle {\ce {H2N2}}}     | {\displaystyle {\ce {HN=NH}}}      | cis-diazeen ~ als diazeen                                                      |
| {\displaystyle {\ce {H2N2}}}     | {\displaystyle {\ce {HN=NH}}}      | trans-diazeen ~ als diazeen                                                    |
| {\displaystyle {\ce {H2N2O2}}}   | {\displaystyle {\ce {H2NNO2}}}     | Nitramide                                                                      |

## H2Na
| Brutoformule                      | Gewone formule                      | Naam                                   |
| --------------------------------- | ----------------------------------- | -------------------------------------- |
| {\displaystyle {\ce {H2NaO2P}}}   | {\displaystyle {\ce {NaPO2H2}}}     | Natriumhypofosfiet                     |
| {\displaystyle {\ce {H2NaO4P}}}   | {\displaystyle {\ce {NaH2PO4}}}     | Natriumdiwaterstoffosfaat              |
| {\displaystyle {\ce {H2Na6O7P2}}} | {\displaystyle {\ce {Na2(H2P2O6)}}} | Dinatriumhypofosfaat ~ als Hypofosfaat |
| {\displaystyle {\ce {H2Na2O7P2}}} | {\displaystyle {\ce {Na2(H2P2O7)}}} | Dinatriumpyrofosfaat ~ als Pyrofosfaat |

## H2Ni
| Brutoformule                   | Gewone formule                  | Naam                |
| ------------------------------ | ------------------------------- | ------------------- |
| {\displaystyle {\ce {H2NiO2}}} | {\displaystyle {\ce {Ni(OH)2}}} | Nikkel(II)hydroxide |

## H2O
| Brutoformule                       | Gewone formule                           | Naam |
| ---------------------------------- | ---------------------------------------- | --- |
| {\displaystyle {\ce {H2O}}}        | {\displaystyle {\ce {H2O}}}              | Water ~ als ijs ~ als ultrapuur water ~ in Karl Fischer-bepaling, broeikasgas                                                                |
| {\displaystyle {\ce {H2O2}}}       | {\displaystyle {\ce {H2O2}}}             | Waterstofperoxide ~ als peroxide ~ in Fentons reagens ~ in bereiding seleenzuur                                                              |
| {\displaystyle {\ce {H2O2Pb}}}     | {\displaystyle {\ce {Pb(OH)2}}}          | lood(II)hydroxide ~ als loodwit |
| {\displaystyle {\ce {H2O2Si}}}     | {\displaystyle {\ce {HSiOOH}}}           | Silaanzuur silicium-analogon van methaanzuur                                                                                                 |
| {\displaystyle {\ce {H2O2Sr}}}     | {\displaystyle {\ce {Sr(OH)2}}}          | Strontiumhydroxide |
| {\displaystyle {\ce {H2O2Zn}}}     | {\displaystyle {\ce {Zn(OH)2}}}          | Zinkhydroxide |
| {\displaystyle {\ce {H2O3Pt}}}     | {\displaystyle {\ce {PtO2.H2O}}}         | Platina(IV)oxidehydraat ~ als tussenstap naar platina(IV)oxide                                                                               |
| {\displaystyle {\ce {H2O3S}}}      | {\displaystyle {\ce {H2SO3}}}            | Zwaveligzuur |
| {\displaystyle {\ce {H2O3S2}}}     | {\displaystyle {\ce {H2S2O3}}}           | Thiozwavelzuur |
| {\displaystyle {\ce {H2O3Se}}}     | {\displaystyle {\ce {H2SeO4}}}           | Selenigzuur ~ als reactieproduct van seleenzuur met chloride                                                                                 |
| {\displaystyle {\ce {H2O3Si}}}     | {\displaystyle {\ce {H2SiO3}}}           | Metakiezelzuur |
| {\displaystyle {\ce {H2O3Te}}}     | {\displaystyle {\ce {H2TeO3}}}           | Tellurigzuur ~ naast telluurzuur |
| {\displaystyle {\ce {H2O4S}}}      | {\displaystyle {\ce {H2SO4}}}            | Zwavelzuur ~ Ook wel: waterstofsulfaat ~ in Grove-element, oleum ~ reactie met zwaveltrioxide tot pyrozwavelzuur ~ in bereiding nitroniumion |
| {\displaystyle {\ce {H2O4Se}}}     | {\displaystyle {\ce {H2SeO4}}}           | Seleenzuur ~ Ook wel: seleen(VI)zuur |
| {\displaystyle {\ce {H2O4Te}}}     | {\displaystyle {\ce {H2TeO4}}}           | Metatelluurzuur ~ naast telluurzuur |
| {\displaystyle {\ce {H2O4W}}}      | {\displaystyle {\ce {H2WO4}}}            | Wolfraamzuur |
| {\displaystyle {\ce {H2O4Xe}}}     | {\displaystyle {\ce {H2XeO4}}}           | Xenonzuur ~ als edelgasverbinding |
| {\displaystyle {\ce {H2O5S}}}      | {\displaystyle {\ce {H2SO5}}}            | Peroxomonozwavelzuur {\displaystyle {\ce {(HO)S(O)2OOH}}} ~ Ook wel: Peroxozwavelzuur                                                        |
| {\displaystyle {\ce {H2O7S2}}}     | {\displaystyle {\ce {H2S2O7}}}           | Pyrozwavelzuur |
| {\displaystyle {\ce {H2O5Si2}}}    | {\displaystyle {\ce {H2Si2O5}}}          | Dikiezelzuur |
| {\displaystyle {\ce {H2O7PbSiU}}}  | {\displaystyle {\ce {Pb(UO2)SiO4.H2O}}}  | Kasoliet |
| {\displaystyle {\ce {H2O9Si2Zn4}}} | {\displaystyle {\ce {Zn2Si2O7(OH)2}}}    | Hemimorfiet |
| {\displaystyle {\ce {H2O40W12}}}   | {\displaystyle {\ce {[H2W12O40]^{6-}}}}  | Metawolframaat α ~ als Wolframaat |
| {\displaystyle {\ce {H2O40W12}}}   | {\displaystyle {\ce {[H2W12O40]^{6-}}}}  | Metawolframaat Χ β ~ als Wolframaat |
| {\displaystyle {\ce {H2O42W12}}}   | {\displaystyle {\ce {[H2W12O40]^{10-}}}} | Parawolframaat B ~ als Wolframaat |

## H2Pd
| Brutoformule                 | Gewone formule               | Naam                                                                                             |
| ---------------------------- | ---------------------------- | ------------------------------------------------------------------------------------------------ |
| {\displaystyle {\ce {H2Pd}}} | {\displaystyle {\ce {PdH2}}} | Palladium(II)hydride als : speculatieve verbinding tijdens katalytische activiteit van palladium |

## H2Po
| Brutoformule                 | Gewone formule               | Naam              |
| ---------------------------- | ---------------------------- | ----------------- |
| {\displaystyle {\ce {H2Po}}} | {\displaystyle {\ce {H2Po}}} | Waterstofpolonide |

## H2S
| Brutoformule                 | Gewone formule                   | Naam |
| ---------------------------- | -------------------------------- | --- |
| {\displaystyle {\ce {H2S}}}  | {\displaystyle {\ce {H2S}}}      | Waterstofsulfide ~ Ook wel: Diwaterstofsulfide; Zwavelwaterstof; Sulfaan; Monosulfaan in synthese: aniline, waterstofsulfide ~ als stank |
| {\displaystyle {\ce {H2S2}}} | {\displaystyle {\ce {H2S2}}}     | Disulfaan ~ Ook wel: waterstofdisulfide ~ als polysulfaan                                                                                |
| {\displaystyle {\ce {H2S3}}} | {\displaystyle {\ce {H2S3}}}     | Trisulfaan ~ als polysulfaan |
| {\displaystyle {\ce {H2S4}}} | {\displaystyle {\ce {H2S3}}}     | Tetrasulfaan ~ als polysulfaan |
| {\displaystyle {\ce {H2S4}}} | {\displaystyle {\ce {S=S(SH)2}}} | trithiozwaveligzuur ~ in vergelijking met tetrasulfaan                                                                                   |
| {\displaystyle {\ce {H2S5}}} | {\displaystyle {\ce {H2S5}}}     | Pentasulfaan ~ als polysulfaan |
| {\displaystyle {\ce {H2S6}}} | {\displaystyle {\ce {H2S6}}}     | Hexasulfaan ~ als polysulfaan |
| {\displaystyle {\ce {H2S7}}} | {\displaystyle {\ce {H2S7}}}     | Heptasulfaan ~ als polysulfaan |
| {\displaystyle {\ce {H2S8}}} | {\displaystyle {\ce {H2S8}}}     | Octasulfaan ~ als polysulfaan |

## H2Se
| Brutoformule                  | Gewone formule                | Naam                                    |
| ----------------------------- | ----------------------------- | --------------------------------------- |
| {\displaystyle {\ce {H2Se}}}  | {\displaystyle {\ce {H2Se}}}  | Waterstofselenide ~ Ook wel: Selaan     |
| {\displaystyle {\ce {H2Se2}}} | {\displaystyle {\ce {H2Se2}}} | Diselaan ~ Ook wel: Waterstofdiselenide |

## H2Te
| Brutoformule                 | Gewone formule               | Naam               |
| ---------------------------- | ---------------------------- | ------------------ |
| {\displaystyle {\ce {H2Te}}} | {\displaystyle {\ce {H2Te}}} | Waterstoftelluride |